# Юркино (Талдомский городской округ)
Юркино — деревня в Талдомском районе Московской области России. Входит в состав городского поселения Северный. Население — 658 чел. (2010).

## Название
На карте Тверской губернии 1853 года — Юркина.

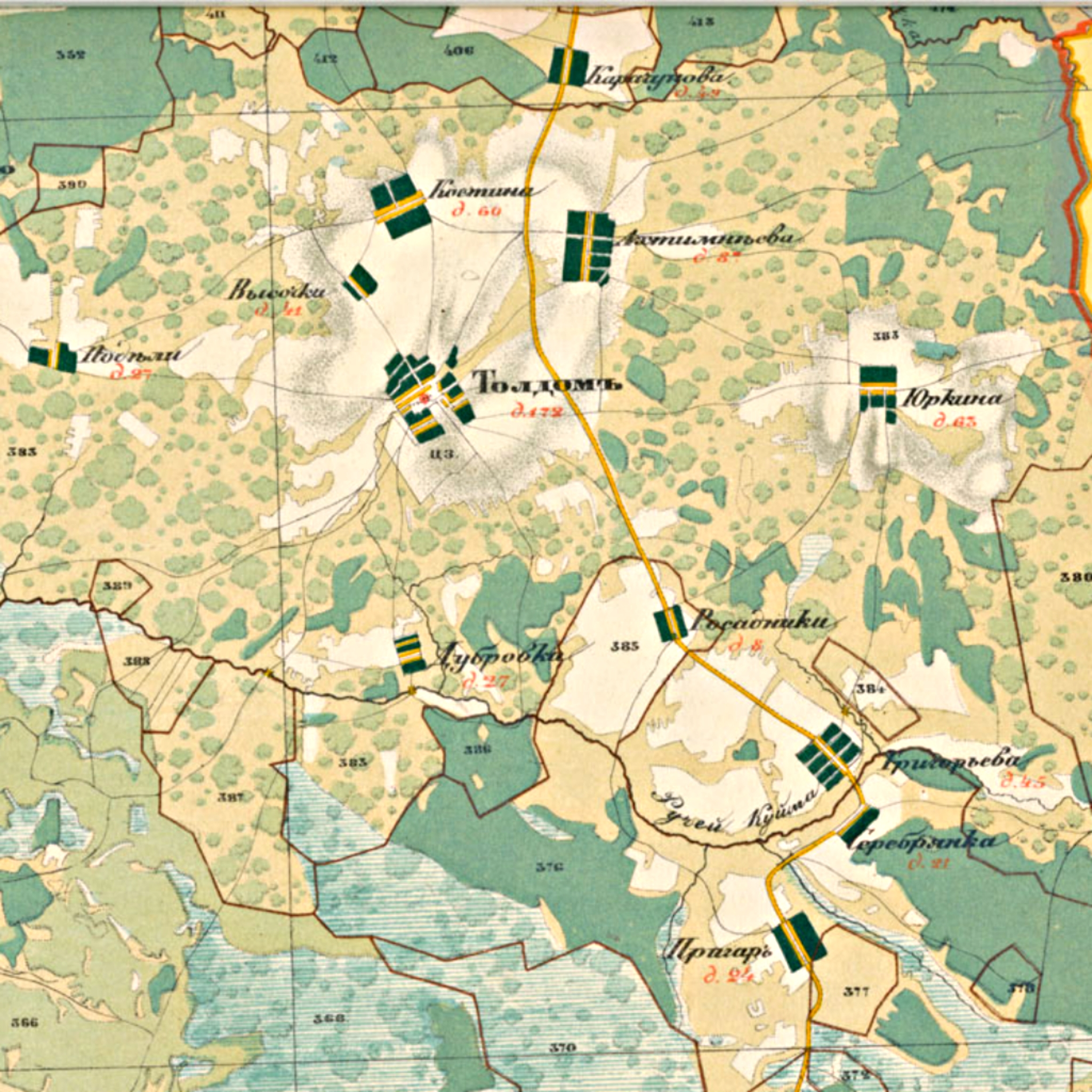
Юркина, Талдом (Толдом) и его окрестности на двухверстной Топографической межевой карте Тверской губернии 1853 года, составленной А. И. Менде

## География
Расположена в центральной части района, примерно в 4 км к востоку от центра города Талдома, на ответвлении от автодороги Р104. Западнее проходит региональная автодорога Р112. В деревне 5 улиц и 1 переулок. Ближайший сельский населённый пункт — деревня Доброволец.

## История
В «Списке населённых мест» 1862 года Юркино — казённая деревня 2-го стана Калязинского уезда Тверской губернии по левую сторону Дмитровского тракта, в 72 верстах от уездного города, при колодце, с 71 двором и 432 жителями (204 мужчины, 228 женщин).
По данным 1888 года входила в состав Талдомской волости Калязинского уезда, проживало 384 человека (182 мужчины, 202 женщины).
Постановлением президиума ВЦИК от 15 августа 1921 года Талдомская волость была включена в состав образованного Ленинского уезда Московской губернии и стала называться Ленинской.
По материалам Всесоюзной переписи населения 1926 года — деревня Ахтимнеевского сельского совета Ленинской волости Ленинского уезда Московской губернии, проживало 329 жителей (158 мужчин, 171 женщина), насчитывалось 70 хозяйств, среди которых 65 крестьянских, имелась школа 1-й ступени.
С 1929 года — населённый пункт Ахтимнеевского сельсовета в составе Ленинского района Кимрского округа Московской области.
Постановлением ЦИК и СНК от 23 июля 1930 года округа́ как административно-территориальные единицы были ликвидированы. Постановлением Президиума ВЦИК от 27 декабря 1930 года городу Ленинску было возвращено историческое наименование Талдом, а район был переименован в Талдомский.
Решением Мособлисполкома № 206 от 15 февраля 1952 года Ахтимнеевский сельсовет был ликвидирован, а селение передано в Припущаевский сельсовет.
15 апреля 1992 года решением Малого совета Московского областного совета народных депутатов административный центр Припущаевского сельсовета был перенесён в деревню Юркино, а сельсовет переименован в Юркинский.
В 1994 году Московской областной думой было утверждено положение о местном самоуправлении в Московской области, сельские советы как административно-территориальные единицы были преобразованы в сельские округа.
1994—2006 год — центр Юркинского сельского округа Талдомского района.
С 2006 года — деревня городского поселения Северный.

## Население
| 1859 | 1888 | 1926 | 2002 | 2006 | 2010 |
| ---- | ---- | ---- | ---- | ---- | ---- |
| 432  | ↘384 | ↘329 | ↗611 | ↗693 | ↘658 |

## Инфраструктура
Личное подсобное хозяйство с зоной сельскохозяйственного использования, индивидуальная застройка усадебного типа.

## Транспорт
Связана автобусным сообщением с районным центром и посёлком городского типа Северный.